# 是心寺 (京都市)
是心寺（ぜしんじ）は京都府京都市左京区岩倉中在地町にある、臨済宗相国寺派の寺院。山号は小倉山。相国寺末寺。